# Bedford (Engeland)
Bedford is een plaats in het bestuurlijke gebied Bedford, in het Engelse graafschap Bedfordshire. De plaats ligt aan de rivier Great Ouse en telt 79.190 inwoners.
De plaatsnaam zou een combinatie zijn van de Saksische eigennaam Beda en van het woord ford, oftewel een doorwaadbare plaats in de rivier.
In Bedford is koning Offa in 796 begraven. In 919 kwam koning Eduard naar Bedford om versterkingen aan te leggen tegen de Denen. In 921 vielen de Denen Bedford aan, zonder succes, maar ze kwamen in 1010 weer terug en richtten toen wel schade aan.
Na de Normandische verovering in 1066 werd Bedford Castle gebouwd. Dit kasteel werd na een belegering in 1224 echter weer afgebroken.
In 1166 kreeg Bedford het recht op het instellen van een koopmansgilde.

## Bekende inwoners
Van 1655 tot 1688 leefde de puriteinse prediker John Bunyan in de stad. Voor hem is in 1874 in Bedford een standbeeld opgericht.

## Geboren in Bedford
- Denys G. Wells (1881-1973), kunstschilder
- Sidney Kirkman (1895-1982), generaal
- Harold Abrahams (1899-1978), atleet
- John Le Mesurier (1912-1983), acteur
- Ronnie Barker (1929-2005), komiek en acteur
- Priscilla Welch (1944), atlete
- Kelvin Davis (1976), voetballer
- Andrew Johnson (1981), voetballer
- Nick Tandy (1984), autocoureur
- Holly Aitchison (1987), golfster
- Jason Moore (1988), autocoureur
- Ethan Vernon (2000), wielrenner

## Afbeeldingen

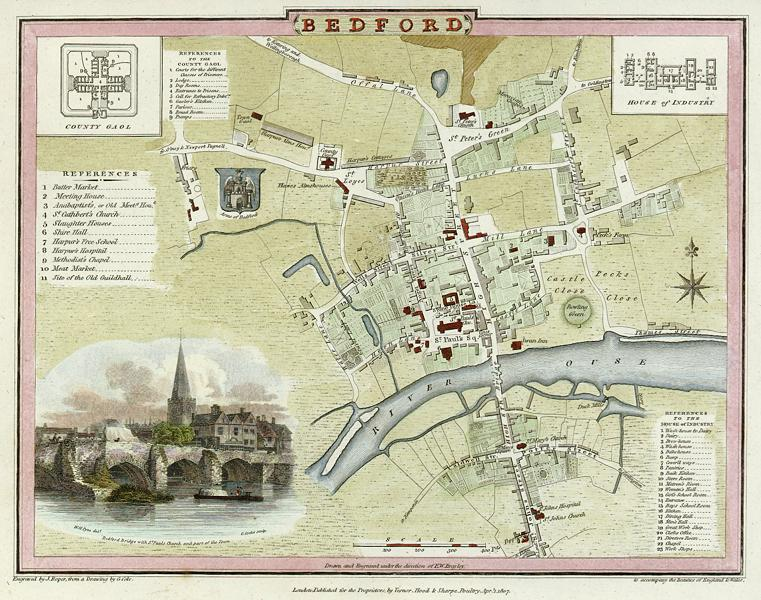
Bedford in 1806
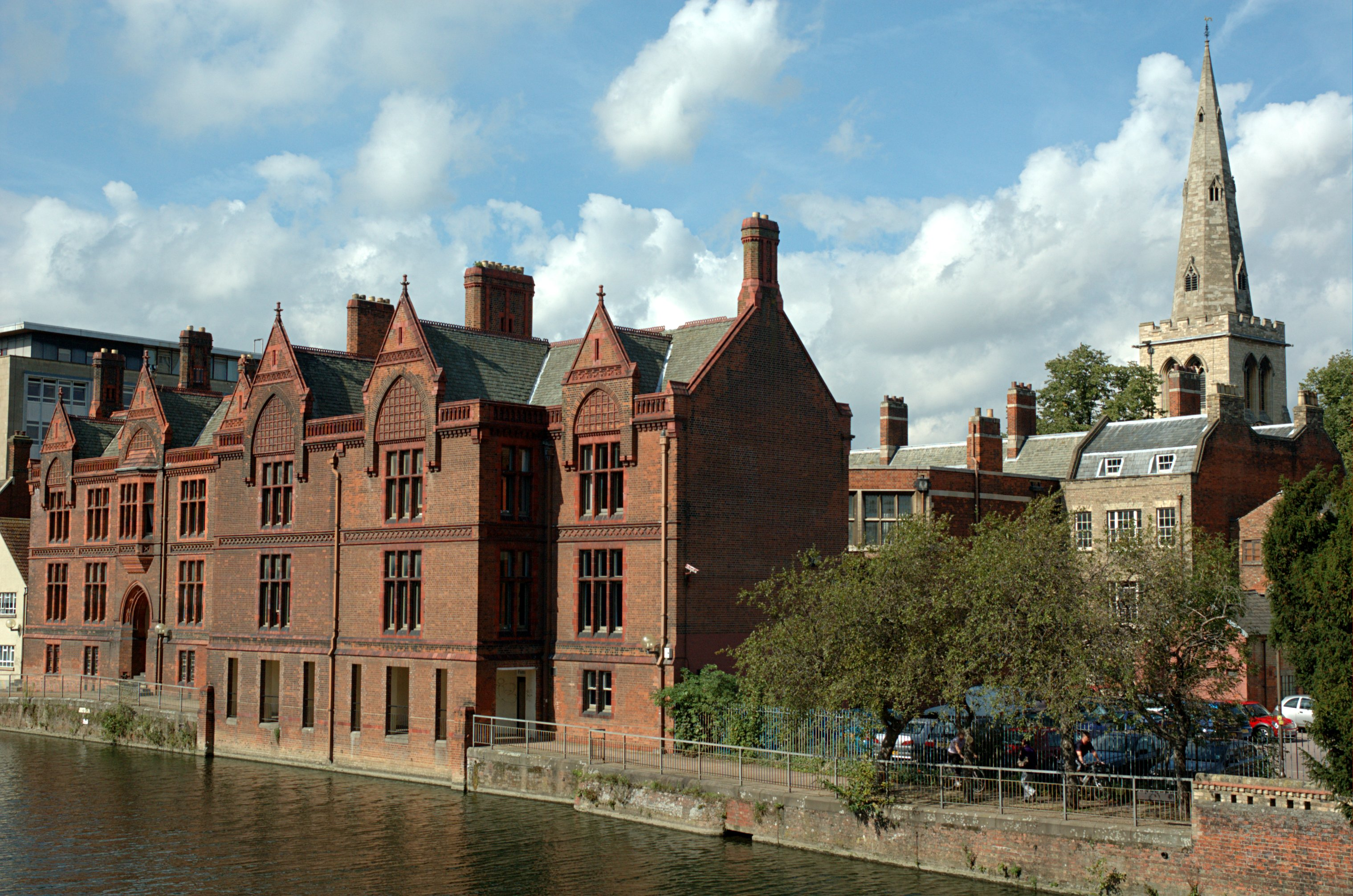
Gerechtsgebouw aan de Great Ouse
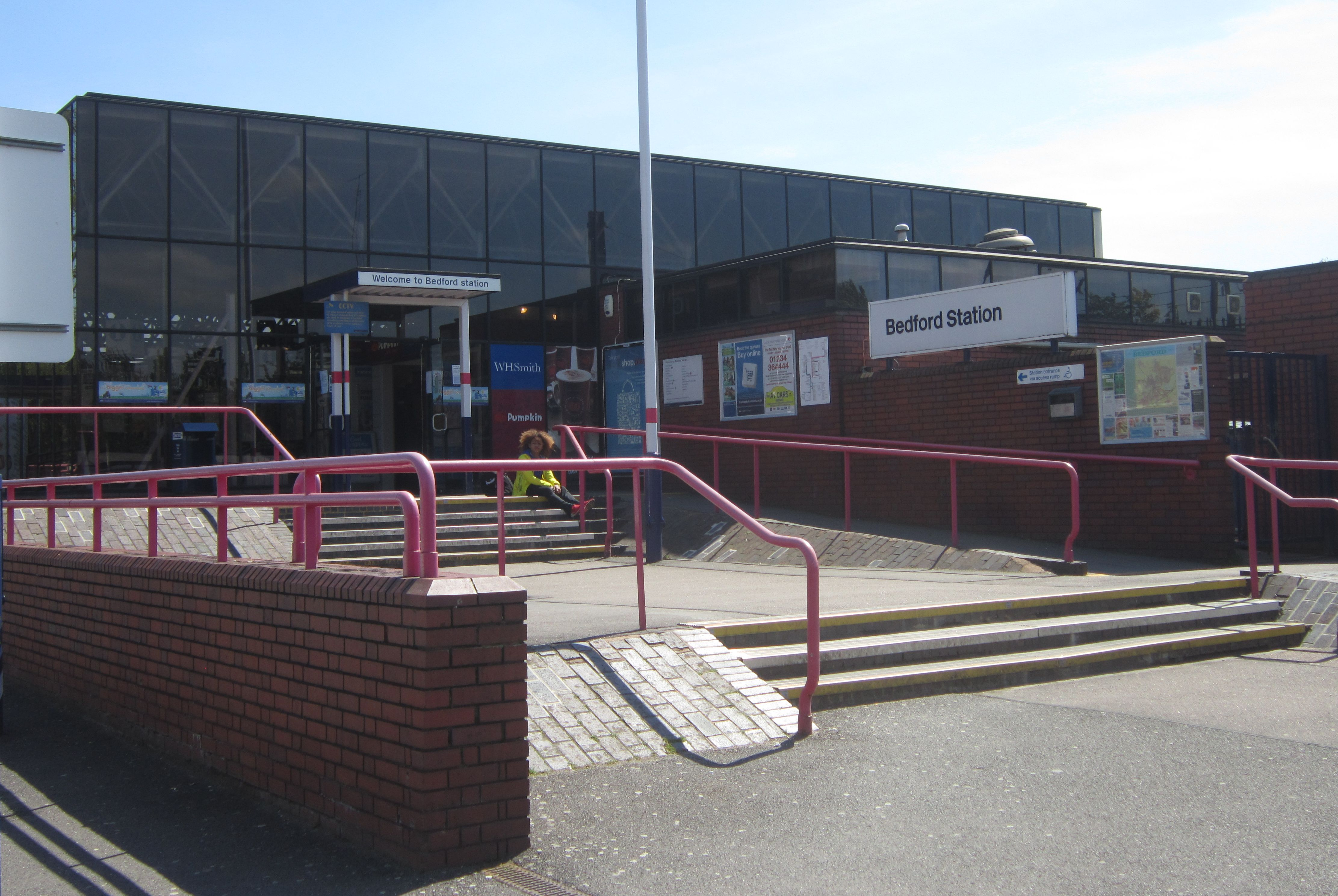
Het station Bedford Midland
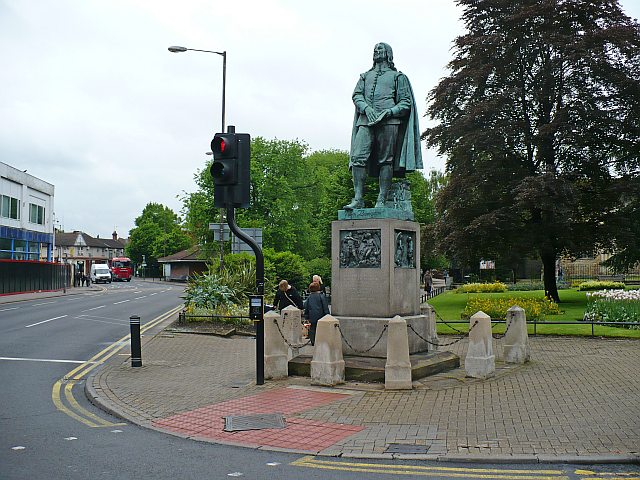
Standbeeld van John Bunyan